# Molino
Molino és una concentració de població designada pel cens dels Estats Units a l'estat de Florida. Segons el cens del 2000 tenia 1.312 habitants.

## Demografia
Segons el cens del 2000, Molino tenia 1.312 habitants, 468 habitatges, i 356 famílies. La densitat de població era de 72,7 habitants/km².
Dels 468 habitatges en un 38% hi vivien nens de menys de 18 anys, en un 57,9% hi vivien parelles casades, en un 13,7% dones solteres, i en un 23,9% no eren unitats familiars. En el 21,4% dels habitatges hi vivien persones soles el 10,9% de les quals corresponia a persones de 65 anys o més que vivien soles. El nombre mitjà de persones vivint en cada habitatge era de 2,8 i el nombre mitjà de persones que vivien en cada família era de 3,26.
Per edats la població es repartia de la següent manera: un 30,2% tenia menys de 18 anys, un 6,9% entre 18 i 24, un 29,1% entre 25 i 44, un 21,6% de 45 a 60 i un 12,2% 65 anys o més.
L'edat mediana era de 35 anys. Per cada 100 dones de 18 o més anys hi havia 94,1 homes.
La renda mediana per habitatge era de 31.793 $ i la renda mediana per família de 38.889 $. Els homes tenien una renda mediana de 40.550 $ mentre que les dones 21.438 $. La renda per capita de la població era de 14.334 $. Entorn del 10,7% de les famílies i el 12,7% de la població estaven per davall del llindar de pobresa.

## Poblacions més properes
El següent diagrama mostra les poblacions més properes.